# 劉慶 (燕王)
劉慶（前1世纪—25年），字翁敖，中国新朝末年东汉初期政治人物。更始帝封他为燕王。
劉慶是西汉長沙定王劉發的玄孙，舂陵戴侯劉熊渠的孙子，兄长劉敞袭封舂陵侯。王莽末年，更始帝刘玄和南阳刘伯升、刘秀兄弟都是舂陵侯家族的庶支。刘玄是劉慶叔父劉利的孙子，刘秀兄弟是劉熊渠弟弟劉外的曾孙。更始帝登基，封刘祉（刘敞之子）当定陶王，刘庆当燕王，刘歙（劉慶族弟）当元氏王，刘嘉（劉慶弟刘宪之子）当汉中王，刘赐（劉玄堂兄弟）当宛王，刘信（刘赐之侄）当汝阴王，劉慶之子刘顺为虎牙将军。更始三年（25年），更始帝败于赤眉军，刘庆为乱兵所杀。建武二年（26年），汉光武帝刘秀封刘顺为成武侯。